# Nikolinac
Nikolinac (serbisches-kyrillisch: Николинац) ist ein Dorf in Serbien. 

## Geographie
Das Dorf befindet sich in der geographischen Region Banja, in der Opština Sokobanja, im Okrug Zaječar, im Osten von Serbien. 
Vergleichbar mit der Reihe von Dörfern, die im westlichen Bereich des Banja-Beckens, unterhalb einer geographischen Lageterrasse in der Höhenlage von 600 Meter liegen, gibt es auch im östlichen Teil des Banja-Beckens, eine Reihe von Dörfern, die ebenfalls sich unterhalb einer solchen Terrasse befinden. Diese Reihe beginnt mit dem Dorf Nikolinac im Westen und setzt sich nach Osten fort. Das Dorf Nikolinac liegt am nördlichen Rand des Banja-Beckens und an den Osthängen des mächtigen Gebirges Rtanj. 
Nikolinac liegt im Tal des Flusses Bogdaniška Reka. Genau am Dorfstandort mündet der kleine Fluss, Lozjanska oder Ševarska Reka, in die Bogdaniška Reka. Oberhalb des Dorfes erhebt sich die 600 Meter hohe Abschnittsterrasse, die hier vom Hügel Bukovac, eingeschnitten wird. 
Nikolinac liegt durchschnittlich auf einer Höhenlage von 494 m über dem Meeresspiegel. Die Häuser liegen überwiegend in der Talebene, eine beträchtliche Anzahl von Häusern, steigt jedoch an den Talhängen hinauf. 
Trinkwasser wird hauptsächlich aus Brunnen gewonnen, es gibt jedoch auch kleinere Quellen, entlang des Flusses. Die Siedlung ist nach Süden ausgerichtet und wird vom Nordwind und der Košava dominiert.
Nikolinac ist etwa 7 km nordöstlich der Gemeindehauptstadt gelegen. Durch das Dorf verläuft eine strategische Schotterstraße, die nördlich von Sokobanja, über die Lokalität des Rašinačko Sedlo, nach Crna Reka und die Stadt Boljevac führt. Diese Straße verbindet Nikolinac, über die im Süden gelegene Hauptstraße, die weiter nach Knjaževac führt, mit Sokobanja. Auch sind die im Norden befindlichen, Dorfsommerweiden über diese Straße, zu erreichen.
Neben dieser Hauptstraße, gibt es in östlicher Richtung eine weitere Dorfstraße, die das Dorf mit Bogdinac und Sesalac verbindet.

## Dorftypus
Das Dorf ist dicht bebaut. Besonders häufig findet man Häuser rund um die Straße in der Talebene, wo sich auch die Grundschule und das Dorfrathaus befinden, je weiter man die Talseiten in Richtung des Dorfrandes hinauf geht, desto verstreuter werden die Häuser voneinander. Im Dorf gibt es keine klar abgegrenzten Dorfteile, vielmehr sind die einzelnen Häusergruppen, nach Familien benannt.
Die Dorfbewohner betreiben Landwirtschaft und Viehzucht. Die Ackerflächen liegen rund um das Dorf bei den Flurnamen: Kosovci, Kriva Kruška, Jelen, Ravna Bučina, Zabela, Beleza und Vrh. Fruchtbarer sind die Felder im Flusstal unterhalb des Dorfes.
Die Sommerweiden befinden sich auf der Ravna Bučina, während sich die Winterweiden, rund um die Anwesen befinden. Im Ort gibt es wenige Wälder und diese sind Privatbesitz.

## Bevölkerung
Das Dorf hatte 2022 eine Einwohnerzahl von 214, während es 2011 noch 311 waren, nach den letzten drei Bevölkerungsstatistiken fällt die Einwohnerzahl weiter. Die Bevölkerung stellen Serben.

### Demographie
| Jahr | Einwohnerzahl |
| ---- | ------------- |
| 1948 | 941           |
| 1953 | 962           |
| 1961 | 896           |
| 1971 | 798           |
| 1981 | 672           |
| 1991 | 530           |
| 2002 | 418           |
| 2011 | 311           |
| 2022 | 214           |

## Geschichte
Außer dem Rtanj, der bedeutendsten Natursehenswürdigkeit auf dem Dorfgebiet, gibt es im Ort auch eine interessante archäologische Stätte. Es handelt sich um eine einsame römisches Nekropole (Gräberanlage), die 1930 entdeckt wurde. 
Die Nekropole liegt an einer Straße, die in der Römerzeit von der Stadt Naissus (Niš) nach Thimacum maior (Svrljig) verlief. In der Nähe wurde auch eine ungewöhnliche Statue des Gottes Merkur aus Marmor gefunden.
Das Dorf wechselte seinen Standort. Zuerst lag es auf der Lokation Selina. Als der Ort an diesem Standort bestand, lebten dort während der Türkenherrschaft,  (bedingt durch die Tatsache, dass da besonders fruchtbare Früchte wachsen) die Türken. 
Von Selina wurde das Dorf auf der Lokalität Krst neu gegründet und dann von dort an seinen heutigen Standort verlegt. Das Dorf entwickelte sich hauptsächlich durch Zuwanderung und Bevölkerungswachstum. Über den Namen des Dorfes gibt es keine erhaltenen Überlieferungen.
1944, während des Zweiten Weltkriegs, wurde im Ort, einer der Führer der Četniks, Kosta Pećanac, ebenfalls von Četnik-Truppen des Draža Mihailović, hingerichtet.
Das Dorf bietet als kulinarische Attraktionen hochwertige Naturprodukte wie Ziegenkäse und Wiesenhonig an.